# USS H-3 (SS-30)
Le USS H-3 (SS-30) était un sous-marin de classe H de l’United States Navy. Il était appelé à l’origine Garfish (en français : orphie), un poisson populaire comme cible pour les pêcheurs de loisir. Il fut le seul navire de la marine américaine nommé ainsi.
Le Garfish a été construit par Moran Bros. à Seattle, état de Washington. Il fut rebaptisé H-3 le 17 novembre 1911, et lancé le 3 juillet 1913, parrainé par Mme Helen MacEwan. Il fut mis en service à Puget Sound le 16 janvier 1914, sous le commandement du Lieutenant (junior grade) William R. Munroe.

## Engagements
Après une période de rôdage et d'essais préliminaires, le H-3 a été rattaché à la flotte du Pacifique et a commencé ses opérations le long de la côte depuis la Basse-Californie jusqu'à l’état de Washington, exerçant fréquemment avec les USS H-1 et USS H-2.
Le matin du 16 décembre 1916, le H-3 s’est échoué dans un épais brouillard en tentant d’entrer dans la baie de Humboldt. Les membres de l’équipage ont été secourus par la station de sauvetage des garde-côtes de la baie de Humboldt. Bon nombre d’entre eux ont été ramenés à terre par une bouée siège. Les vagues de tempête ont poussé le H-3 sur une plage de sable, entouré de sables mouvants. À marée basse, il se trouvait à 75 pieds (23 m) au-dessus de l’eau, mais à marée haute, l’océan remontait près de 250 pieds (76 m) au-dessus de lui. L’équipage du sous-marin a campé sur la plage de Samoa (Californie), près de leur sous-marin échoué, tandis que le remorqueur USS Iroquois quittait le chantier naval de Mare Island Naval Shipyard pour tenter de le sauver.
Les efforts combinés de l'Iroquois et du USS Cheyenne n’ont pas réussi à déloger le H-3 de sa position. Les deux navires retournèrent donc à Mare Island tandis que la Marine sollicitait des offres auprès d’entreprises commerciales de sauvetage. Seulement deux offres ont été reçues. La plus grande entreprise de sauvetage maritime de la côte Ouest a offert de tirer le sous-marin en eau profonde au large des côtes pour 150 000 $. La Mercer-Fraser Company d’Eureka voisine, une compagnie de bois d’œuvre, a offert de tirer le sous-marin au-dessus de la péninsule de Samoa jusque dans la baie de Humboldt pour 18 000 $.
Les représentants de la Marine à Mare Island considéraient la proposition de la compagnie de bois d’œuvre comme irréalisable, mais estimaient que l’offre de la société de sauvetage était excessive. Le croiseur protégé USS Milwaukee a quitté Mare Island pour remorquer le H-3 hors de la plage. Le 13 janvier 1917, le Milwaukee s’échoue à son tour en tentant le sauvetage et se désintègre dans les vagues déferlantes.
Le H-3 a été temporairement mis hors service le 4 février, tandis que l’offre de sauvetage de la société de bois d’œuvre a été acceptée. Le H-3 a été placé sur des rouleaux de rondins géants et a pris la voie terrestre pour être remis à l’eau dans la baie de Humboldt le 20 avril. Il est ensuite retourné à San Pedro, en Californie, où il a servi comme navire amiral de la 7e division sous-marine (SubDiv 7), participant à des exercices et des opérations le long de la côte jusqu’en 1922. Le H-3, avec toute la division, a appareillé de San Pedro le 25 juillet 1922 et a atteint Hampton Roads le 14 septembre. Le H-3 a été désarmé à Hampton Roads le 23 octobre. Il est rayé du Naval Vessel Register le 18 décembre 1930 et démoli le 14 septembre 1931.